# 蒋孝玉
蒋孝玉，又名還伦或环伦，英文名Helen，蒋家菜集团的创办人和总裁，香港著名厨师和餐饮业企业家。浙江奉化人。

## 家世
生于台湾台北，籍貫浙江奉化（今宁波市奉化区），居于香港。是蒋中正的侄孙女。祖父蒋中正同父异母兄蒋介卿。父亲民国军事人物蒋国秉，母亲孙维美。
年幼时经常进出台湾士林官邸。与蒋中正、蒋宋美龄夫妇，蒋经国、蒋方良夫妇，蒋纬国夫妇等長辈，及蒋经国子女、同辈蒋孝文、蒋孝武、蒋孝勇及蒋孝章经常有往还。蒋经国为婚礼证婚人。1988年，移居香港，合资办厂致力于实业。后因兴趣所致，致力于美食、餐饮。因家世渊源，近年又致力于口述史和两岸三地文化交流。

## 蒋家菜
对烹饪颇有研究。2000年，在香港湾仔创办著名的“蒋家菜”，后迁至繁华的铜锣湾。“蒋家菜”以宁波、上海一代的传统江浙菜系为基础，又融汇了“眷村”里全国各地风味，特色菜系号称“蒋家私房菜”，在香港闻名。“蒋家菜”开始便经常有寓居香港的国民党高层及后代光顾，以及慕名来自台湾的游客。后经常也有来自中国大陆的游客光顾。2008年， “蒋家菜”在上海开办分店，位于当年蒋宋联姻的上海“爱庐”边，引起各大媒体关注。

## 代表著作
- 《“蒋家菜”与蒋家人》
- 《蒋孝玉口述自传》，蒋孝玉 著，中国大百科全书出版社 出版，2012年11月，205页，ISBN 9787500088301